# Nina Bari

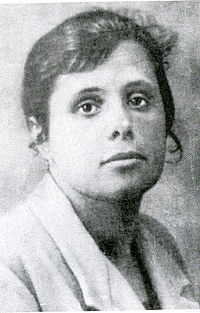
Nina Bari

Nina Karlovna Bari (în rusă Нина Карловна Бари, n. 19 noiembrie 1901 la Moscova - d. 15 iulie 1961 la Moscova) a fost o femeie-matematician rusă, cunoscută pentru studiile sale în domeniul funcțiilor de variabilă reală.
De asemenea, a mai realizat o serie de cercetări referitoare la șirurile trigonometrice.
Cea mai valoroasă scriere a sa este: Despre cea mai bună aproximare cu ajutorul polinoamelor trigonometrice de două funcții conjugate (1954).
1. 1 2  MacTutor History of Mathematics archive, accesat în 22 august 2017
2. 1 2  Nina Karlowna Bari, FemBio-Datenbank[*]
3. 1 2  Бари Нина Карловна, Marea Enciclopedie Sovietică (1969–1978)[*]
4. ↑  Бари Нина Карловна, Marea Enciclopedie Sovietică (1969–1978)[*]
5. ↑  Find a Grave
6. 1 2  MacTutor History of Mathematics archive
7. ↑  IdRef, accesat în 22 mai 2020